# Claudia Pina
Clàudia Pina Medina (* 12. August 2001 in Montcada i Reixac) ist eine spanische Fußballspielerin. Ihre bevorzugte Position ist der Sturm, gelegentlich spielt sie auch im offensiven Mittelfeld.

## Karriere

### Verein

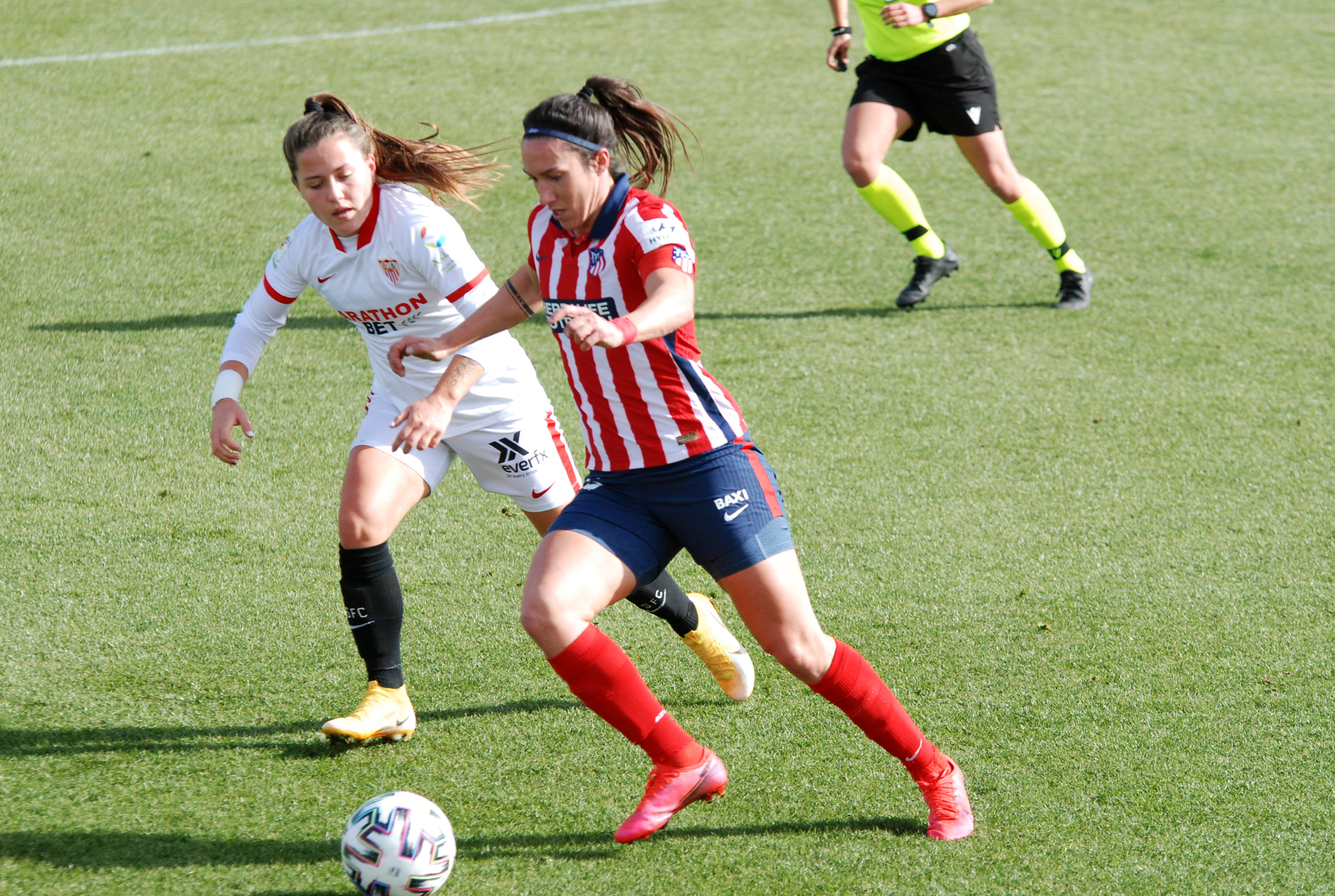
Pina während ihrer Leihe in Sevilla (2021)

Claudia Pina spielte zunächst Futsal in ihrer Geburtsstadt Montcada i Reixac, bevor sie im Jahr 2011 in die Jugend von Espanyol Barcelona aufgenommen wurde. Nach zwei Jahren wechselte sie zum Lokalrivalen FC Barcelona. Mit 16 Jahren gelangte sie in die B-Mannschaft, die zu jener Zeit in der zweiten Spielklasse vertreten war. Am 14. Januar 2018 feierte Claudia Pina in einer Ligabegegnung gegen Saragossa CFF ihr Debüt in der Primera División. Mit 16 Jahren, fünf Monaten und zwei Tagen war sie die jüngste Spielerin, die ein Pflichtspiel in der ersten Frauenmannschaft des FC Barcelona bestritt. In der Saison 2018/19 brachte es Claudia Pina auf zehn Einsätze und zwei Tore in der ersten Division, lief aber ebenso wie 2019/20 zumeist für die B-Mannschaft des Klubs auf. Um ihr mehr Spielpraxis zu geben, verlieh der FC Barcelona die junge Offensivspielerin zur Saison 2020/21 an den FC Sevilla. Bei den Andalusierinnen wurde die 19-jährige Pina auf Anhieb eine Stütze der Mannschaft, kam in allen 34 Meisterschaftsspielen zum Einsatz und erzielte neun Tore. Im Sommer 2021 kehrte sie zum FC Barcelona zurück. Mit dem katalanischen Klub wurde Pina in den Spielzeiten 2021/22 und 2022/23 spanischer Meister. Zusätzlich gewann Pina im Juni 2023 erstmals die UEFA Women’s Champions League.
Im Februar 2023 wurde ihr auslaufender Vertrag beim FC Barcelona bis Juni 2026 verlängert.

### Nationalmannschaft
Claudia Pina feierte im Zuge der U-17-WM 2016 ihr Debüt in der spanischen Nationalmannschaft dieser Altersklasse. Mit ihrer Landesauswahl erreichte sie den dritten Platz. Bei der U-17-EM 2017 gelangte Pina mit Spanien ins Endspiel, scheiterte dort jedoch mit 1:3 im Elfmeterschießen an Deutschland. Im Zuge der Qualifikation für die U-17-EM 2018 brachte sie es in sechs Spielen auf 15 Tore, stand jedoch letztlich nicht im Endrundenkader, stattdessen bestritt Claudia Pina im August jenes Jahres mit der U-20 die Weltmeisterschaft, wo sie mit Spanien erst im Endspiel mit 1:3 an Japan scheiterte. Im Herbst jenes Jahres stand Pina im Aufgebot für die U-17-WM 2018. Pina führte ihre Landesauswahl mit sieben Toren in sechs Spielen zum ersten Weltmeistertitel im Frauenfußball. Im Endspiel setzten sich die Spanierinnen mit 2:1 gegen Mexiko durch, sie selbst erzielte beide Treffer. Für ihre herausragenden individuellen Leistungen wurde Claudia Pina zur besten Spielerin des Turniers ernannt. Mit der U-19 bestritt sie die EM 2019 und erreichte das Halbfinale, wo ihre Mannschaft Frankreich mit 1:3 nach Verlängerung unterlag.
Am 15. Juni 2021 debütierte Claudia Pina bei einem 3:0-Testspielsieg gegen Dänemark in der A-Nationalmannschaft. 2022 gehörte sie zu den fünfzehn Spielerinnen, die sich aus Protest gegen Nationaltrainer Jorge Vilda temporär aus dem Nationalteam zurückzogen. In der Folge wurde sie auch nicht für die Weltmeisterschaft 2023 aufgeboten, bei der Spanien den Titel gewann. Bei der Europameisterschaft 2025 erreichte sie mit Spanien das Finale, das England im Elfmeterschießen gewann.

## Erfolge
FC Barcelona
- 5× Spanische Meisterschaft (Liga F): 2019/20–2021/22–2022/23–2023/24–2024/25
- 4× Spanischer Pokal (Copa de la Reina): 2019/20–2021/22–2023/24–2024/25
- 5× Spanischer Supercup: 2019/20–2021/22–2022/23–2023/24–2024/25
- 2× UEFA Women’s Champions League: 2022/23 – 2023/24[6]

Spanische Nationalmannschaft
- U-17-Fußball-Weltmeisterschaft der Frauen: 2018
- Vize-Europameisterin: 2025

Individuelle Erfolge und Ehrungen
- Beste Spielerin der U-17-WM 2018
- Top-Torschützin der UEFA Women’s Champions League 2024/25 mit zehn Treffern[7]